# Сасацька мова
Сасацька мова (сас. Base Sasak) - мова сасаків, що належить до балі-сумбаванської групи західної гілки малайсько-полінезійських мов. Мова тісно пов’язана з балійською мовою та мовою сумбава, якими розмовляють на прилеглих островах, і є частиною австронезійської мовної сім’ї. 
У 2010 році нею розмовляли близько 2,7 мільйона осіб, що становило приблизно 85 відсотків населення острову Ломбок.